# Středník
Středník (;) je interpunkční znaménko, jehož funkce je mezi tečkou a čárkou – odděluje části jedné věty, ale výrazněji než čárka.

## Vzhled
Středník vypadá podobně jako dvojtečka s tím rozdílem, že má místo spodní tečky čárku; nebo vypadá jako čárka s tečkou nahoře.

## Psaní
Středník má zastoupení v základní ASCII tabulce, kde má hodnotu 59 (3b hexa). Při českém rozložení klávesnice se středník nalézá pod klávesou [Esc]. Při anglickém rozložení se nalézá napravo od klávesy [L]. Nemůžeme-li středník v daném rozložení klávesnice nalézt, můžeme ho zadat přes kombinaci kláves ALT + 59.
V textu ho od předchozího slova odděluje úzká mezera, která je zpravidla již součástí znaku (jako tzv. nálitek).

## Použití středníku

### Vgramatice
Středník odděluje části jedné věty, ale výrazněji než čárka.
Středníky se v posledních desetiletích téměř přestaly používat a jejich používání je považováno za anachronismus. Nahradily je tečky nebo čárky, protože experti na styl radí, že věty mají být co nejkratší a dlouhé věty jsou projevem stylistické neobratnosti. V akademických textech se dlouhé věty a tedy i středníky nadále používají, a proto je správné používání středníků považováno i za projev vzdělanosti.
V angličtině je použití čárky ke spojení dvou nezávislých vět, tzv. comma splice či comma fault, považováno obecně za chybu, v některých případech (v nižším stylu jazyka) je však považováno za přijatelné. Writing centery Univerzity Wisconsin definovalo tato pravidla pro používání středníku v angličtině:
- je nutné jej použít při spojení dvou na sobě nezávislých vedlejších (?) vět: "The cow is brown; it is also old.";
- je nutné jej použít při spojení dvou na sobě nezávislých vedlejších (?) vět pomocí výrazů či frází typu "however", "nevertheless", "in spite of" apod., např. "I like cows; however, I hate the way they smell.";
- používá se (pro větší přehlednost) ke spojení položek ve výčtu, pokud jednotlivé položky obsahují čárky;
- používá se (pro větší přehlednost) pro oddělení větších celků v rámci souvětí.[2]

Podle téhož textu by se středník neměl používat, pokud spojované vedlejší věty nejsou nezávislé, avšak Quirk tento příklad pokládá za bezproblémové užití středníku, které se žádným pravidlům nevymyká. Jinak jsou obecně pravidla používání interpunkce v angličtině volnější než v češtině. Bakalářská práce Jana Volného z roku 2012 na základě analýzy textů z BBC News došla k závěru, že se středník stal zastaralým interpunkčním znaménkem a autoři se jeho použití ve srovnání s rokem 1950 vyhýbají.
Italština užívá středník častěji než čeština, a to jak na místech, kde Čech použije tečku (mezi jednoduchými krátkými větami), tak tam, kde čeština používá čárku (před odporovací spojkou).
V řečtině se prakticky shodný znak používá jako otazník.
Historií užívání středníku v češtině od Beneše Optáta po pravidla z roku 1993 se zabýval Dušan Šlosar. Například Bible kralická a Bible svatováclavské, které ještě využívaly interpunkce založené na pauzovém principu, vyhrazovaly dvojtečky i středníky pro uvození přímé řeči.
Mezi případy nezbytného použití, zmiňované i v pravidlech českého pravopisu, patří oddělení prvků seznamu, které samy obsahují čárky. Může tedy jít například o seznam čísel obsahující i desetinná čísla, zakončení bodů seznamu, které obsahují výčty oddělené čárkami nebo jsou rozvinuty vztažnými větnými konstrukcemi, seznam názvů autobusových zastávek obsahujících čárky a podobně.
Specifickou roli měl středník například v textech Karla Čapka. V jeho došlé korespondenci byl nalezen dopis od neznámého autora, který mu píše: „…jste unikum, pokud se týče používání středníků. (…) Onehdy jsem četl v Přítomnosti Váš článek, kde byly věty až se čtyřmi středníky, rekord jste spáchal v Hovorech s TGM, kde mne omráčila věta, která má jednu dvojtečku, jednu čárku, jednu pomlčku a sedm středníků…“
Nepřítelem středníků byl spisovatel Kurt Vonnegut. Poznamenal prý: „Když se Hemingway zabil, jako by za svým životem udělal tečku. Stáří je naproti tomu jako středník.“ Spisovatel John Irving líčí, že Vonnegut svým studentům říkal: „Nepoužívejte středníky! Jsou to hermafroditní transvestité, kteří neznamenají vůbec nic. Vypovídají o vás jen to, že jste chodili na vysokou.“

### Vmatematice
V matematice lze středník použít pro oddělení jednotlivých prvků v množině, aby nedocházelo k záměně s desetinnou čárkou. Používá se i v oddělení krajních hodnot při zápisu intervalů.

### Vprogramovacích jazycích
Ve většině běžně používaných programovacích jazyků (Pascal, C, C#, Java, …) se středníkem oddělují či ukončují příkazy.
Příklad
```
 begin
   readln(a);
   a:=a+1;
   writeln(a)
 end;
```

V MediaWiki je středník při úpravě článků používán k jednoduchému seznamu definic.
Příklad
```
 ; Definition list : jednoduchý seznam definic
 ; název položky : popis položky
```

### Vemotikonech
V emotikonech se středník často používá pro naznačení mrkajícího oka. Mezi nejznámější emotikony využívající středník patří například ;-).

### Tetování
V roce 2015 se na Instagramu rozmohla móda prezentovat tetování v podobě středníku. Údajně šlo o projekt, který povzbuzuje všechny, kteří trpí depresemi, úzkostí či někdy přemýšleli o sebevraždě, aby si nakreslili na zápěstí středník, který symbolizuje fakt, že dotyčný mohl ukončit život, ale rozhodl se to neudělat. Mnozí si středník nejen nakreslili, ale nechali vytetovat. Projekt údajně spustila založením neziskové organizace ve Wisconsinu Amy Bluel, jejíž otec spáchal sebevraždu a ona chtěla svého otce uctít a zároveň zvýšit povědomí o duševních chorobách.